# Homossexualidade e catolicismo
A Igreja Católica Romana considera o comportamento sexual humano quase sacramental por natureza, e proíbe a actividade sexual entre membros do mesmo sexo, entendendo que os atos sexuais, por natureza, são unitivos e procriativos. Estes ensinamentos desenvolveram-se através de vários concílios ecumênicos e da influência de teólogos, incluindo os Pais da Igreja. Historicamente, a Igreja Católica tem resistido à aceitação da homossexualidade dentro da sociedade cristã o que por vezes resultou em violência e eventuais mortes para aqueles que se consideram parte de tal comunidade.

A Igreja também entende que a complementaridade dos sexos seja parte do plano de Deus para a humanidade. Atos sexuais entre pessoas do mesmo sexo são incompatíveis com essas crenças:
"Atos homossexuais são contrários à lei natural (...) Eles não vêm de uma complementaridade afetiva e sexual genuína. Não são aprovados sob nenhuma circunstância.".
Esses ensinamentos não são limitados à homossexualidade, mas também são a premissa geral para as proibições Católicas contra, por exemplo, fornicação, todas outras formas de sexo não-natural (sodomia), contracepção, pornografia e masturbação.

## Aceitação e compaixão
A Doutrina da Igreja Católica declara que a atração e o desejo homossexuais, por serem involuntários, não são pecaminosos em si mesmos. Eles são reconhecidos como inclinações desordenadas, de origem em grande medida misteriosa, às quais se deve resistir e buscar superar através da vida sacramental e ascética. O pecado só ocorre na medida de em que haja consciência e pleno consentimento da vontade do indivíduo que se deleita na realização do mesmo, seja este apenas uma fantasia mental ou a própria relação homossexual. Esta última é considerada sempre contrária à natureza da sexualidade tal como inscrita na Lei Natural e é, portanto, "intrinsecamente desordenada". Na visão católica, todo ato sexual deve ser expressão de entrega total entre os esposos, "aberto à vida" e basear-se na complementariedade física e afetiva do masculino e do feminino. O lugar próprio de todo ato sexual, nessa perspectiva, é o compromisso de amor indissolúvel firmado no Sagrado Matrimônio. As relações homossexuais - bem como a masturbação, a fornicação e uso de métodos contraceptivos artificiais - são considerados pecados graves. Tendo em vista que as tendências homossexuais são involuntárias, O Catecismo da Igreja Católica exorta os fiéis a acolherem os homossexuais com "respeito, compaixão e delicadeza", reprovando qualquer tipo de violência ou discriminação injusta para com eles.
"Um número não negligenciável de homens e de mulheres apresenta tendências homossexuais profundamente enraizadas. Esta inclinação objetivamente desordenada constitui, para a maioria, uma provação. Devem ser acolhidos com respeito, compaixão e delicadeza. Evitar-se-á para com eles todo sinal de discriminação injusta. Estas pessoas são chamadas a realizar a vontade de Deus em sua vida e, se forem cristãs, a unir ao sacrifício da cruz do Senhor as dificuldades que podem encontrar por causa de sua condição."
Para aqueles que têm atração por pessoas do mesmo sexo, a Igreja Católica oferece o seguinte conselho:
"A pessoas homossexuais são chamadas à castidade. Pelas virtudes do autodomínio, educadoras da liberdade interior, às vezes pelo apoio de uma amizade desinteressada, pela oração e pela graça sacramental, podem e devem se aproximar, gradual e resolutamente, da perfeição cristã."
A Igreja Católica Romana considera a castidade um chamado universal, que todas as pessoas devem viver de acordo com o seu estado de vida, seja: celibato leigo, casado, ministro ordenado ou consagrado. Além disso, a Igreja Católica acrescenta que o casamento pode ser vivenciado por qualquer indivíduo homossexual, desde que eles renunciem à sua inclinação carnal e aceitem a vivência do matrimônio tradicional com uma pessoa do sexo oposto. 

## Magistério recente
No dia 31 de agosto de 2005, o papa Bento XVI aprovou um documento eclesiástico segundo o qual, a igreja "não poderá admitir no seminário e nas ordens sagradas aqueles que praticam a homossexualidade, apresentam tendências homossexuais enraizadas ou apoiam o que se chama a 'cultura gay'".
Este posicionamento do Magistério e outros correlatos foram reafirmados em diversas ocasiões também pelo papa Francisco, e constituem, na visão da Igreja, expressões irreformáveis da doutrina cristã. Da mesma forma, João Paulo II durante o seu longo pontificado diversas vezes escreveu e se pronunciou no mesmo sentido. Quanto à inclinação homossexual, a Carta Homosexualitatis problema afirma: «A particular inclinação da pessoa homossexual, apesar de não ser em si mesma um pecado, constitui todavia uma tendência, mais ou menos acentuada, para um comportamento intrinsecamente mau do ponto de vista moral. Por este motivo, a própria inclinação deve ser considerada como objectivamente desordenada»
A Igreja também vem se opondo de maneira firme e consistente ao projetos de legitimação do casamento entre pessoas do mesmo sexo. Em 3 de junho de 2003 a Santa Sé emitiu o documento "Considerações sobre os projectos de reconhecimento legal das uniões entre pessoas homossexuais" no qual é afirmado que:
"Nas uniões homossexuais estão totalmente ausentes os elementos biológicos e antropológicos do matrimónio e da família, que poderiam dar um fundamento racional ao reconhecimento legal dessas uniões. Estas não se encontram em condição de garantir de modo adequado a procriação e a sobrevivência da espécie humana. A eventual utilização dos meios postos à sua disposição pelas recentes descobertas no campo da fecundação artificial, além de comportar graves faltas de respeito à dignidade humana, não alteraria minimamente essa sua inadequação."
"Nas uniões homossexuais está totalmente ausente a dimensão conjugal, que representa a forma humana e ordenada das relações sexuais. Estas, de facto, são humanas, quando e enquanto exprimem e promovem a mútua ajuda dos sexos no matrimónio e se mantêm abertas à transmissão da vida."
"Como a experiência confirma, a falta da bipolaridade sexual cria obstáculos ao desenvolvimento normal das crianças eventualmente inseridas no interior dessas uniões. Falta-lhes, de facto, a experiência da maternidade ou paternidade. Inserir crianças nas uniões homossexuais através da adopção significa, na realidade, praticar a violência sobre essas crianças, no sentido que se aproveita do seu estado de fraqueza para introduzi-las em ambientes que não favorecem o seu pleno desenvolvimento humano. Não há dúvida que uma tal prática seria gravemente imoral e pôr-se-ia em aberta contradição com o princípio reconhecido também pela Convenção internacional da ONU sobre os direitos da criança, segundo o qual, o interesse superior a tutelar é sempre o da criança, que é a parte mais fraca e indefesa."

## Debate na Igreja
Como se mostrou ser o caso com a maioria das denominações cristãs, os ensinamentos oficiais quanto à homossexualidade foram questionados por católicos leigos, teólogos proeminentes a clérigos ordenados da alta hierarquia. Frequentemente, quaisquer indivíduos promovendo formas de dissidência ou discordância com a posição oficial da igreja foram removidos de suas posições de influência, se ordenados, e até, em algumas circunstâncias, excomungados. De forma geral, há um considerável debate dentro da Igreja Católica Romana - que tem um ensinamento claro e constante que tem sido imutável com relação a esta matéria, quanto à relevância da atual posição sobre a homossexualidade, alguns buscando sua reforma, outros buscando sua preservação.

### Dissidência da posição oficial
Houve vários casos de indivíduos terem questionado ou promovido entendimentos diferentes da compatibilidade da fé católica romana com uma identidade ou estilo de vida homossexual. Exemplos importantes de teólogos que têm sido críticos das proclamações da igreja quanto à homossexualidade incluem o ex-padre católico Charles Curran, que foi subsequentemente removido da Catholic University of America (Universidade Católica dos Estados Unidos); Curran entendeu que era inapropriado analisar a moralidade de ações de uma perspectiva física, tendo escrito que:
Eu vim a aceitar a legitimidade moral de uma união de dois homens gays ou lésbicas... Eu rejeitei, pois não ía longe o bastante, o entendimento pastoral de algo ser objetivamente errado mas não subjetivamente pecaminoso.
Curran também comentou que a Congregação para a Doutrina da Fé sistematicamente tentou silenciar autores críticos dos ensinamentos sobre a homossexualidade.
O padre católico James Alison argumenta que o entendimento proposto pelo Cardeal Ratzinger na obra Sobre o atendimento pastoral das pessoas homossexuais é "incompatível com o Evangelho" e sintetiza que "não pode ser o ensinamento da Igreja". Alison diz que:
Esse ensinamento está se interpondo entre o respeito a Cristo e nossa própria noção de ser, de uma forma que tende a perverter o respeito por um [Deus] que nos ama como somos, e sendo amados nós perceberemos que nos tornaremos alguém diferente. Está ensinando, ao invés, que Deus só nos amará se nós começarmos de outro lugar.
Além disso, em a Question of Truth, o padre Dominicado Gareth Moore critica a igreja por ser obcecada por assuntos sexuais e seu suposto 'significado' moral, argumentando que não poderiam na verdade não significar o que queremos que signifique. Moore conclui que: "... não há bons argumentos, nem da Escritura nem da lei natural, contra o que ficou conhecido como relacionamentos homossexuais. Os argumentos apresentados para mostrar que tais relacionamentos são imorais são ruins.
Houve também acadêmicos que produziram publicações desafiando a maneira como a homossexualidade é tratada pelo catolicismo romano. O mais notável é possivelmente o historiador americano John Boswell, autor do livro Christianity, Social Tolerance and Homosexuality (Cristandade, Tolerância Social e Homossexualidade), em que questiona o ensinamento contemporâneo da Igreja quanto à homossexualidade. Ao estudar 60 textos antigos (o mais antigo deles data do século VIII), Boswell diz ter se deparado com evidências escassas de que a Igreja condenava a homossexualidade antes da Idade Média  (apenas algumas evidências de condenação vindas dos escritos de santos padres, como São Justino mártir, São João Crisóstomo e outros). O historiador afirma também que a Igreja celebrou casamentos gays durante o primeiro milênio do catolicismo, na Europa. Chegou a essa conclusão ao analisar as descrições de cerimônias de casamento realizadas entre pessoas do mesmo sexo, especialmente entre homens. Elas se assemelhavam às descrições de casamentos heterossexuais também celebrados na época. Na sequência do livro, Same Sex Unions in Pre Modern Europe (Uniões do Mesmo Sexo na Europa Pré-moderna), Boswell diz que que o próprio Jesus foi a uma cerimônia de união entre pessoas do mesmo sexo.
Assim como discordância acadêmica na Igreja, houve também discordâncias práticas e ministeriais no clero e hierarquia da Igreja. Um exemplo notável de católicos ordenados que causaram controvérsia devido a suas ações e ministério a homossexuais é o do Frei Robert Nugent e Jeannine Grammick, que criaram o New Waus Ministry, e foram ambos fortemente punidos pela Congregação para a Doutrina da Fé por causa de uma alegada ânsia para dissentir da posição oficial da igreja e até enganar pessoas homossexuais.
De forma parecida, os bispos estadounidenses Thomas Gumbleton da Archidiocese de Detroit e Matthew Clarke da Diocese de Rochester foram condenados por sua associação com o New Ways Ministry e a promoção do conceito teológico de primazia da consciência como alternativa ao ensinamento da Igreja.
A disposição do bispo francês Jacques Gaillot de pregar uma mensagem sobre a homossexualidade contrária àquela da posição oficial é considerada um dos fatores que causaram sua remoção dos deveres para com a diocese.

### Defesa da posição oficial
Por mais que haja dissidentes e vozes isoladas dentro e de fora da Igreja, protestos e reclamações acadêmicas ou não, menos ou mais indignadas que sejam, a posição oficial da Igreja sobre o tema da homossexualidade tem sido imutável ao longo dos séculos e vem sintetizada nos sucessivos catecismos que edita, de forma indiscrepante. Ela se funda no 6º Mandamento: "Não pecarás contra a castidade". Não há o menor indício em nenhum documento oficial da Igreja que permita pensar em alguma mudança sobre o que está disposto no Catecismo da Igreja Católica, por menor que seja.
Não há discordância considerável na Igreja Católica quanto ao assunto da homossexualidade, um grande número de clérigos e leigos defendem e promovem o entendimento oficial da homossexualidade que a Igreja tem e criticam aqueles que estão dispostos a revisá-lo, acreditando que isso seria contra as intenções de Deus e todos se mantém fiéis aos sucessivos ensinamentos dos papas.
A maioria dos bispos ordenados não expressou nenhuma discordância com o ensinamento da Igreja sobre a homossexualidade. No entanto, alguns obtiveram uma reputação pelo que é percebido como uma defesa apaixonada desses ensinamentos. Um exemplo é o do cardeal George Pell (que em Dezembro de 2018, foi condenado por abuso sexual de menores pelo tribunal de Justiça em Melbourne, na Austrália).e cardeal Francis Arinze, que insistiram que a família como uma unidade é "ridicularizada pela homossexualidade" e "sabotada por uniões irregulares" ou do cardeal Eugênio de Araújo Sales que afirmou: "O cristão condena o que é contra a lei de Deus, mas acolhe o filho de Deus. Esse acolhimento não é sinônimo de aprovação do homossexualismo e evidentemente da “cultura gay”."
O Magistério da Igreja Católica e a Cúria Romana não têm a intenção de revisar o ensinamento atual da Igreja e consideram que a promoção de qualquer outro ponto de vista seja dissidência do entendimento religioso aceitável.
Durante a alocução por ocasião do Ângelus, em 9 de julho de 2000, o Papa João Paulo II, dirigindo-se aos fiéis na praça de São Pedro disse:
Em nome da Igreja de Roma, não posso deixar de exprimir profunda tristeza pela afronta ao Grande Jubileu do Ano 2000 e pela ofensa aos valores cristãos de uma Cidade, que é tão querida ao coração dos católicos do mundo inteiro.
A Igreja não pode deixar de falar a verdade, porque faltaria à fidelidade para com Deus Criador e não ajudaria a discernir o que é bem daquilo que é mal.
A respeito disto, desejaria limitar-me a ler quanto diz o Catecismo da Igreja Católica que, depois de ter feito observar que os actos de homossexualidade são contrários à lei natural, assim se exprime - "Um número não desprezível de homens e de mulheres apresenta tendências homossexuais. Eles não escolhem a sua condição de homossexuais; essa condição constitui, para a maior parte deles, uma provação. Devem ser acolhidos com respeito, compaixão e delicadeza.
Evitar-se-á, em relação a eles, qualquer sinal de discriminação injusta. Estas pessoas são chamadas a realizar na sua vida a vontade de Deus e, se forem cristãs, a unir ao sacrifício da Cruz do Senhor as dificuldades que podem encontrar devido à sua condição "(n. 2358).
Recentemente um documento da Igreja Católica aconselhou a exclusão a ordenação sacerdotal de pessoas que praticam a homossexualidade ou apoiam a chamada "cultura gay" através de uma Instrução da Congregação para a Educação Católica, aprovada pelo Papa Bento XVI, em que é dito:
À luz de tal ensinamento, este Dicastério, de acordo com a Congregação para o Culto Divino e a Disciplina dos Sacramentos, considera necessário afirmar claramente que a Igreja, embora respeitando profundamente as pessoas em questão, não pode admitir ao Seminário e às Ordens sacras aqueles que praticam a homossexualidade, apresentam tendências homossexuais profundamente radicadas ou apoiam a chamada cultura gay.
Estas pessoas encontram-se, de facto, numa situação que obstaculiza gravemente um correcto relacionamento com homens e mulheres. De modo algum, se hão-de transcurar as consequências negativas que podem derivar da Ordenação de pessoas com tendências homossexuais profundamente radicadas..

## Apoio social
O cardeal Terence Cooke, como Arcebispo da Cidade de Nova York, viu a necessidade de um ministério que ajudaria católicos atraídos por pessoas do mesmo sexo a seguir, em conformidade com o Magistério Católico, os ensinamentos quanto ao comportamento sexual. Cooke convidou John Harvey a Nova York para começar o trabalho da Courage International com Benedict Groeschel, dos Franciscan Friars of the Renewal (Frades Franciscanos da Renovação). A primeira reunião foi em setembro de 1980 no Shrine of Mother Seton em South Ferry.